# Tiszteletbeli Pálma
A Tiszteletbeli Pálma (franciául: Palme d’honneur), a cannes-i fesztiválon alkalmi jelleggel adományozott megtisztelő elismerés, amelyet neves, kiemelkedő tehetségű filmes alkotók és színművészek, illetve kollektívák részére adnak át ünnepélyes keretek között. A versenydíjaktól eltérően nem zsűri, hanem a fesztivál vezetése ítéli oda.
Két változata van:
- Pálmák Pálmája (Palme des Palmes);
- Tiszteletbeli Arany Pálma (Palme d’or d’honneur), amelyet időnként Tiszteletbeli Pálma (Palme d’honneur), illetve Különdíj (Prix spécial) névvel is illetnek, de emlegetik – helytelenül – Pálmák Pálmája néven is.

Nem keverendő össze a Cannes-i Fesztivál Trófeájával.

## Története
Eredetileg, 1997-ben, az 50. cannes-i fesztivál alkalmából hozták létre az egyszeri alkalomra szánt, Pálmák Pálmájának elkeresztelt különdíjat Ingmar Bergman svéd filmrendező kitüntetésére, akinek a fesztivál addigi története során öt alkotása is díjat kapott Cannes-ban, azonban egyikért sem vehetett át Arany Pálmát.
2002-ben Gilles Jacob, a fesztivál akkori főmegbízottja ismét élt azzal a lehetőséggel, hogy egy kiemelkedő filmes pályafutást ismerjen el külön Arany Pálmával. Azt Woody Allen kapta Tiszteletbeli Arany Pálma elnevezéssel. Ezt követően több ízben ítélték oda, Tiszteletbeli Pálma elnevezéssel, bár a lényeg nem változott. Noha a Pálmák Pálmája címet hivatalosan meghagyták a Bergmannak adományozott különdíjnak, a sajtó több elismerés kapcsán is ezt az elnevezést emlegette.
2003-tól nem csak a filmes alkotói, hanem a kiemelkedő színészi életmű is részesülhet ebben a elismerésben; első alkalommal Jeanne Moreau francia színésznő vehette át. 2024-ben ismét bővült a Tiszteletbeli Arany Pálmával kitüntettek köre. A japán Studio Ghibli díjazásával először ismerték el egy alkotói közösség munkáját.
A fesztivál igazgatósága 2011-ben úgy döntött, hogy a díjazást rendszeressé teszi: átadására minden évben a fesztivál nyitóünnepségén kerül sor. Ennek keretében olyan élvonalbeli filmrendezők tevékenységét ismerik el, akik – bár megérdemelték volna – alkotásaikért sohasem vehettek át Arany Pálmát. A későbbi gyakorlat azonban azt mutatja, hogy a díjazás gyakrabban történik ugyan, de nem vált rendszeressé, átadására pedig mind a nyitó-, mind pedig a záróünnepséget felhasználják, hogy az adott alkalommal nagyobb figyelem összpontosulhasson a díjazottra.

## Díjazottak

### Pálmák Pálmája
| Év   | Név            | Foglalkozás | Ország     | Megjegyzés |
| ---- | -------------- | ----------- | ---------- | ---------- |
| 1997 | Ingmar Bergman | filmrendező | Svédország | [ * 1 ]    |

### Tiszteletbeli Arany Pálma
| Év   | Díjazott            | Foglalkozás                | Ország                    | Megj.             |
| ---- | ------------------- | -------------------------- | ------------------------- | ----------------- |
| 2002 | Woody Allen         | filmrendező, színész       | Amerikai Egyesült Államok | [ * 2 ]           |
| 2003 | Jeanne Moreau       | színésznő                  | Franciaország             | [ * 3 ]           |
| 2005 | Catherine Deneuve   | színésznő                  | Franciaország             | [ * 4 ]           |
| 2007 | Jane Fonda          | színésznő, producer        | Amerikai Egyesült Államok | [ * 5 ]           |
| 2008 | Manoel de Oliveira  | filmrendező                | Portugália                | [ * 6 ]           |
| 2009 | Clint Eastwood      | színész, filmrendező       | Amerikai Egyesült Államok | [ * 7 ]           |
| 2011 | Jean-Paul Belmondo  | színész                    | Franciaország             | [ * 8 ]           |
| 2011 | Bernardo Bertolucci | filmrendező                | Olaszország               | [ * 9 ]           |
| 2015 | Agnès Varda         | filmrendező                | Franciaország             | [ * 10 ]          |
| 2016 | Jean-Pierre Léaud   | színész                    | Franciaország             | [ * 11 ]          |
| 2017 | Jeffrey Katzenberg  | producer                   | Amerikai Egyesült Államok | [ * 12 ]          |
| 2019 | Alain Delon         | színész                    | Franciaország             | [ * 13 ]          |
| 2021 | Jodie Foster        | színésznő, filmrendező     | Amerikai Egyesült Államok | [ * 14 ] [ * 15 ] |
| 2021 | Marco Bellocchio    | filmrendező                | Olaszország               | [ * 16 ]          |
| 2022 | Forest Whitaker     | színész, producer          | Amerikai Egyesült Államok | [ * 17 ]          |
| 2022 | Tom Cruise          | színész, producer          | Amerikai Egyesült Államok | [ * 18 ]          |
| 2023 | Michael Douglas     | színész, producer          | Amerikai Egyesült Államok | [ * 19 ]          |
| 2023 | Harrison Ford       | színész, producer          | Amerikai Egyesült Államok | [ * 20 ]          |
| 2024 | George Lucas        | filmrendező, producer      | Amerikai Egyesült Államok | [ * 21 ]          |
| 2024 | Meryl Streep        | színésznő                  | Amerikai Egyesült Államok | [ * 22 ]          |
| 2024 | Studio Ghibli       | animációsfilm-stúdió       | Japán                     | [ * 23 ]          |
| 2025 | Robert De Niro      | színész, rendező, producer | Amerikai Egyesült Államok | [ * 24 ]          |
| 2025 | Denzel Washington   | színész, rendező, producer | Amerikai Egyesült Államok | [ * 25 ]          |